# Giraud de Cabrières
Pour les articles homonymes, voir de Cabrières.
Giraud de Cabrières est un troubadour et un chevalier catalan, qui a vécu au XIIIe siècle.

## Biographie
Il est réputé pour avoir été l'homme le plus riche et le plus distingué de la Catalogne à son époque, à l'exception du comte d'Urgel, qui est son seigneur.
D'après le chroniqueur médiéval anglais Gervais de Tilbury il possède un cheval à la fois raffiné et invincible à la course, capable de danser, et même de le conseiller et de l'aider dans ses victoires en communiquant avec lui par un langage secret.
Il est aussi l'auteur d'un sirvente adressé à un jongleur, qui présente la même forme que celui de Giraud de Calenson, et qui en est très probablement une imitation, avec la même coupe de vers.